# Picea sitchensis
Il peccio di Sitka (Picea sitchensis [(Bongard) Carrière, 1855]) è una specie di peccio, appartenente alla famiglia delle Pinaceae originaria della costa occidentale dell'America del Nord (Columbia Britannica in Canada e Washington, California, Alaska e Oregon negli Stati Uniti).
È di gran lunga il peccio che raggiunge le più grandi dimensioni, nonché la quinta conifera più grande al mondo (dopo la sequoia gigante, la sequoia sempreverde, il kauri neozelandese e il cedro rosso occidentale) e la terza per altezza (dopo la sequoia sempreverde e l'abete di Douglas). Può raggiungere infatti i 50-70 metri d'altezza (eccezionalmente oltre 90 metri), con un diametro del tronco fino a 5 metri (eccezionalmente 6-7 metri).

## Etimologia
Il nome generico Picea, utilizzato già dai latini, potrebbe, secondo un'interpretazione etimologica, derivare da Pix picis = pece, in riferimento all'abbondante produzione di resina. Il nome specifico sitchensis fa riferimento all'isola di Sitka in Alaska, dove venne collezionato il primo esemplare della specie.

## Descrizione

### Portamento
È un albero maestoso e slanciato che raggiunge i 65-80 m di altezza con fusto monopodiale e dritto che può misurare 4-4,5 m di diametro; la chioma è piramidale o conica, con i primi rami ad un'altezza di 30-40 metri negli esemplari più anziani. I rami del primo ordine sono lunghi e si diramano orizzontalmente, quelli del secondo ordine, anch'essi lunghi, sono slanciati e talvolta pendenti; i virgulti sono snelli, flessibili, di colore inizialmente marrone molto chiaro, poi marrone-arancione o giallastro, superficialmente rigati e solcati. I pulvini sono lunghi 1-1,5 mm, disposti a 90 gradi sui germogli.

### Foglie
Le foglie sono aghiformi, rigide e pungenti, lunghe 15-25 millimetri, con sezione trasversale appiattita, quasi quadrangolare. La faccia superiore è di colore verde scuro tendente al blu, con due o tre sottili linee di stomi, quella inferiore è di colore verde chiaro tendente al bianco, con due fitte bande di stomi. Gli aghi sono disposti radialmente, nei rami superiori affollati sopra il germoglio, disposti a pettine nella parte inferiore. Le gemme vegetative sono ovoidali-coniche, acute o ottuse, lunghe 4-5 mm, lievemente resinose alla base; hanno perule triangolari, ottuse, marroni chiare, persistenti per parecchi anni.

### Fiori
Sono strobili maschili inizialmente rossi-rosa poi giallastri a maturazione, ascellari e fitti, lunghi 2-3,5 cm.

### Frutti
I coni femminili sono cilindrici-oblunghi, inizialmente eretti poi pendenti, lunghi 5-9 cm e larghi 2-3 cm, con punte ottuse; di colore inizialmente verde giallastro o verde, marrone pallido o marrone giallastro a maturazione, hanno corti peduncoli, obliqui o ricurvi. I macrosporofilli sono molto sottili, rombici e talvolta irregolari, lunghi 1-1,5 cm, con superficie finemente striata, glabra, e apici irregolarmente dentellati; le brattee sono piccole, ligulate e lanceolate, lunghe 5-8 mm, incluse ma spesso visibili con i macrosporofilli completamente aperti. I semi sono ovoidali, lunghi 2-3,5 mm, di colore marrone, con una parte alata ovata-oblunga, lunga 6-10 mm, giallastra.

### Corteccia
La corteccia, di colore grigio scuro, è sottile e tende a staccarsi in scaglie circolari di 5-20 centimetri di diametro.

### Grandi esemplari
Oltre un secolo di disboscamento ha risparmiato solo una porzione della foresta di Sitka. Gli alberi più alti vennero tagliati prima che potessero essere effettuate misurazioni accurate. Alberi che superano i 90 metri possono essere osservati nella riserva della riserva del parco nazionale dell'anello del Pacifico e nel Carmanah Walbran Provincial Park sull'isola di Vancouver, nella Columbia Britannica (il Charmanah Giant, con i suoi 94 metri, è l'albero più alto del Canada), nel parco nazionale Olimpico (Washington) e nel parco nazionale di Redwood (California); in quest'ultimo sito almeno due alberi raggiungono i 96 metri. Il Queets Spruce è il più grande al mondo con un volume totale di 298 mc, un'altezza di 58,2 metri e diametro del fusto 5,39 m. Si trova vicino al fiume Queets nel parco nazionale di Olympic, a circa 26 km dall'oceano pacifico.

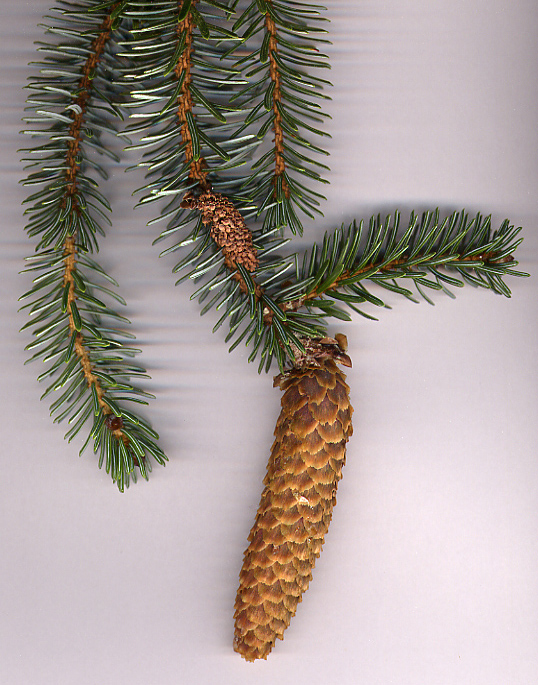
Aghi e cono
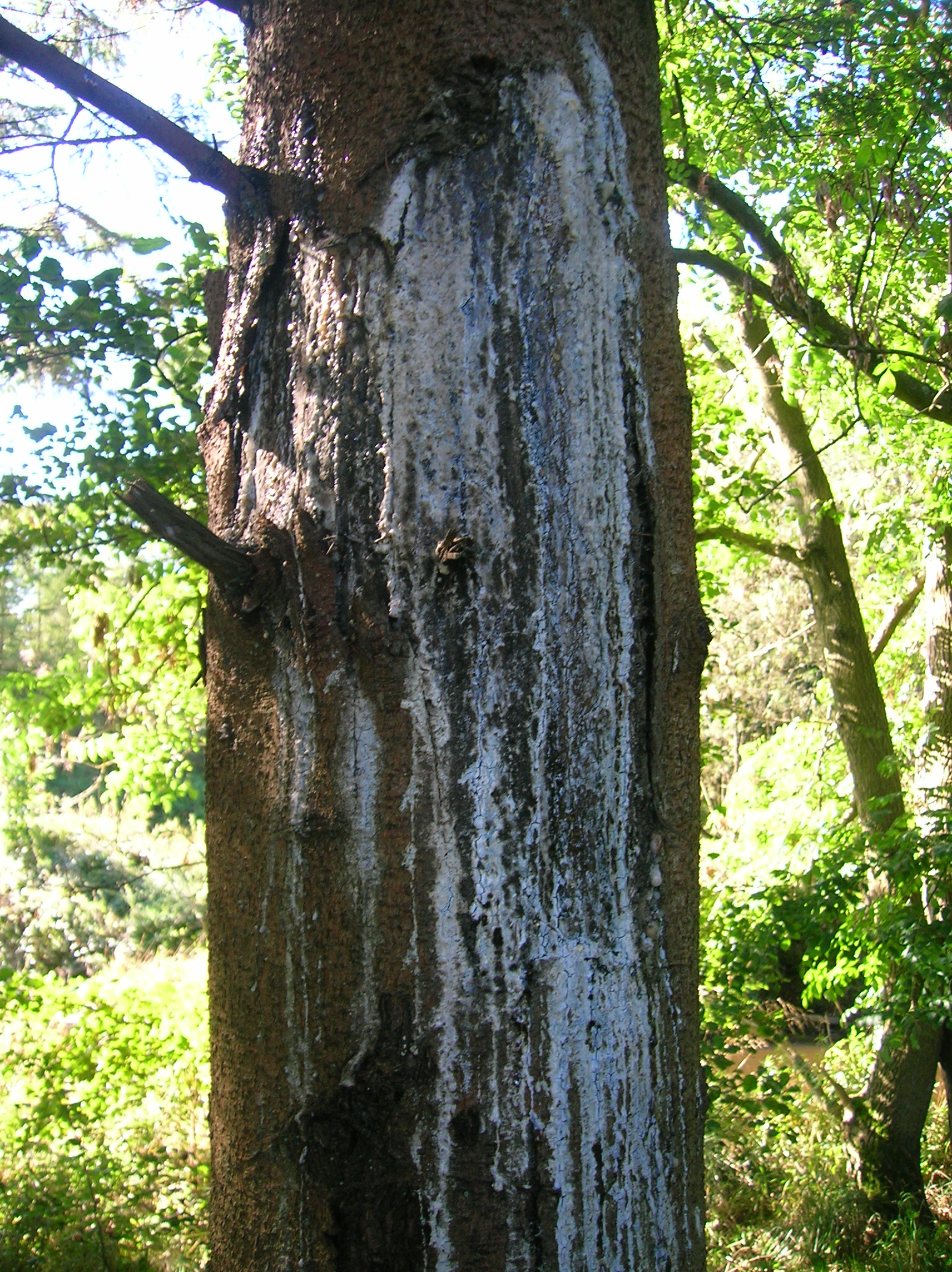
Tronco ricoperto di resina
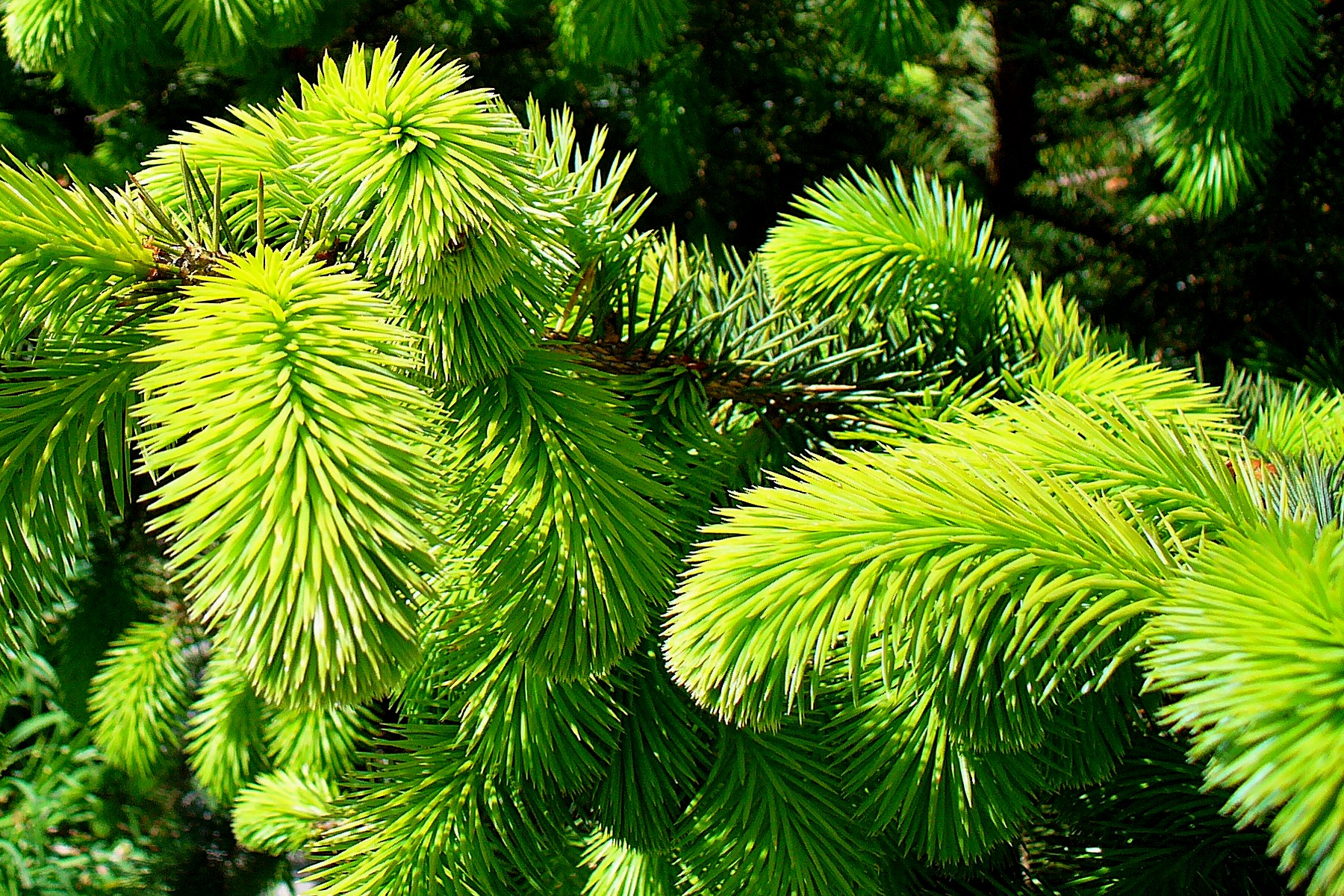
I nuovi aghi nel periodo primaverile
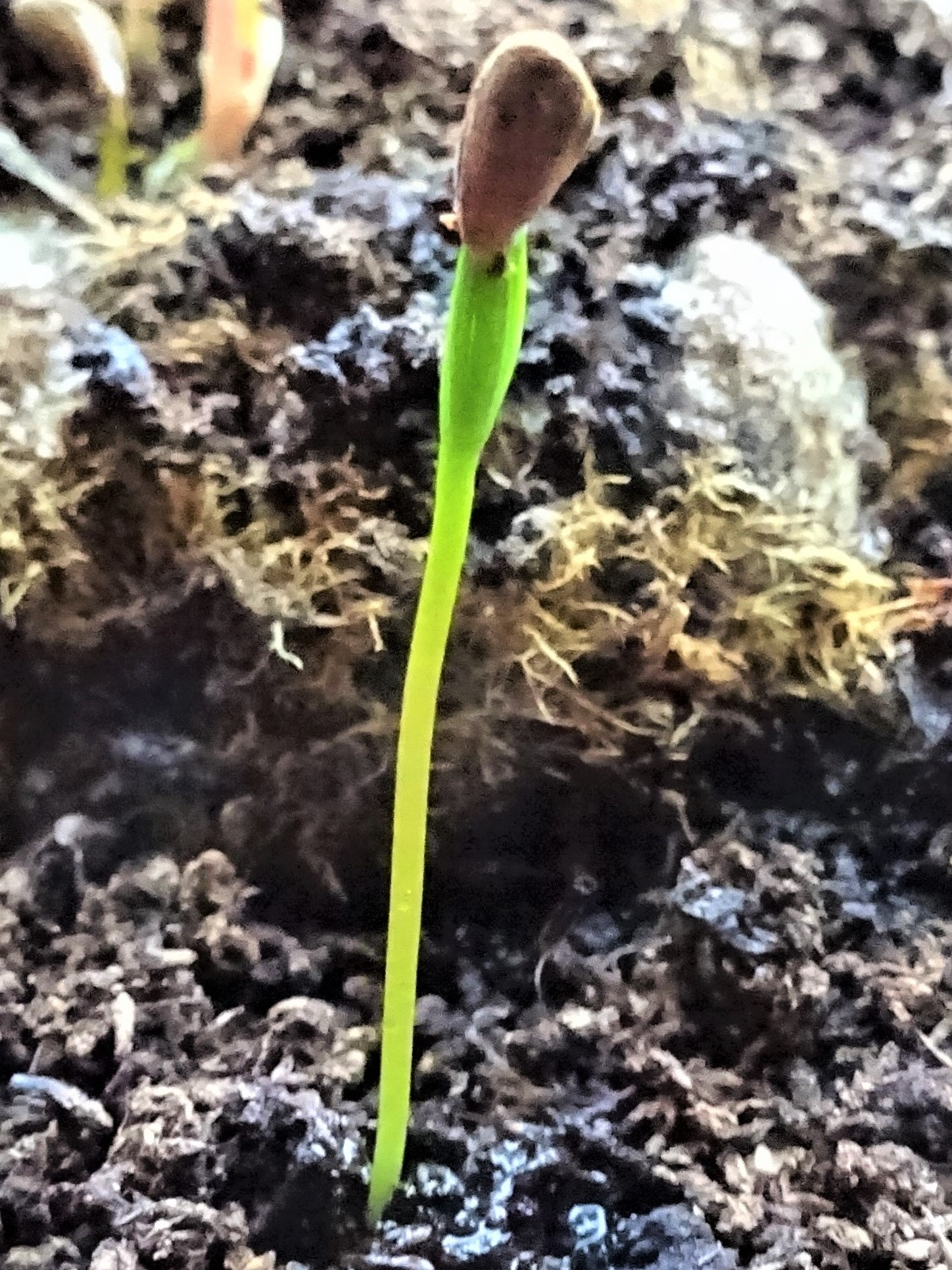
Germinazione
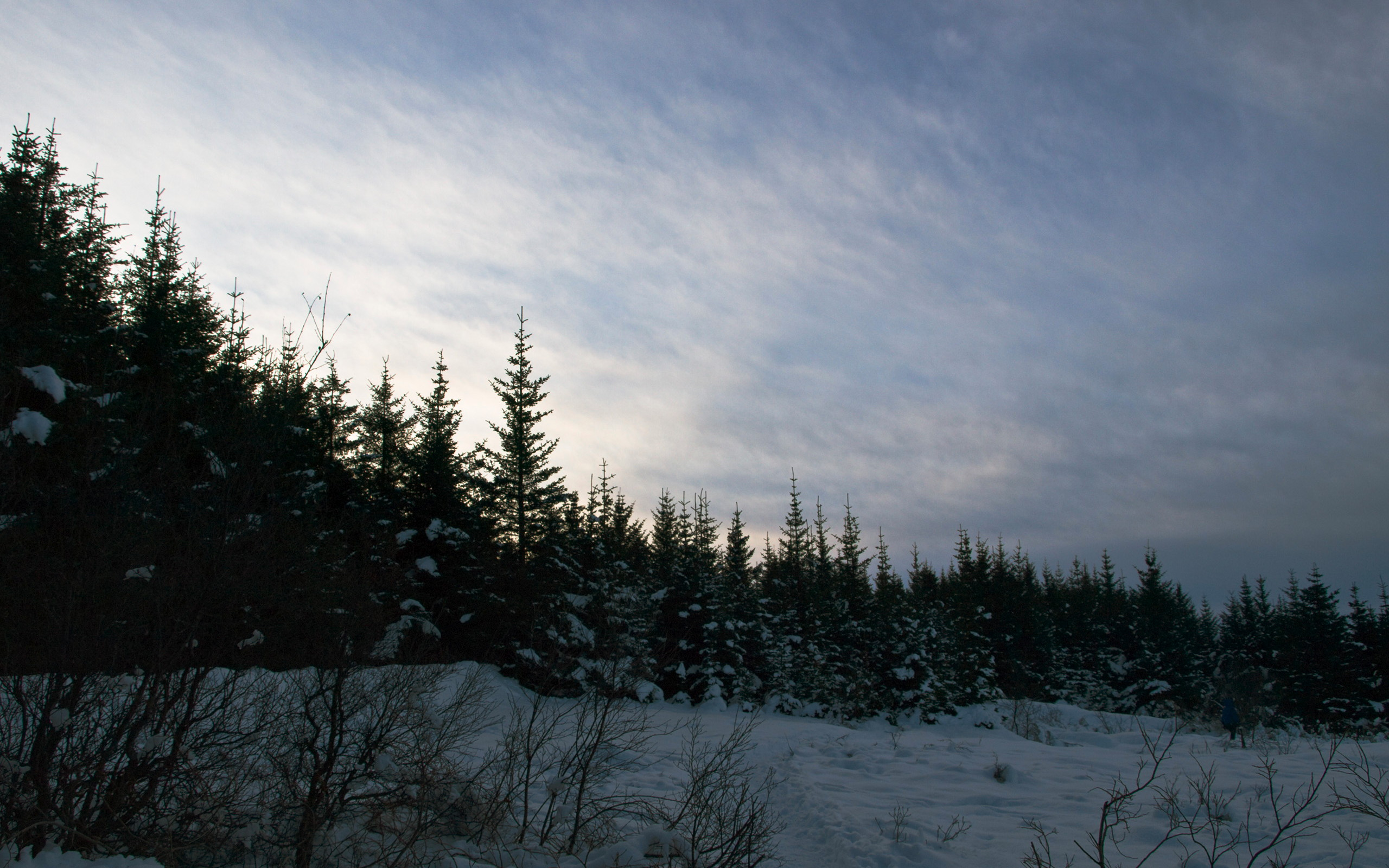
Foresta in Islanda
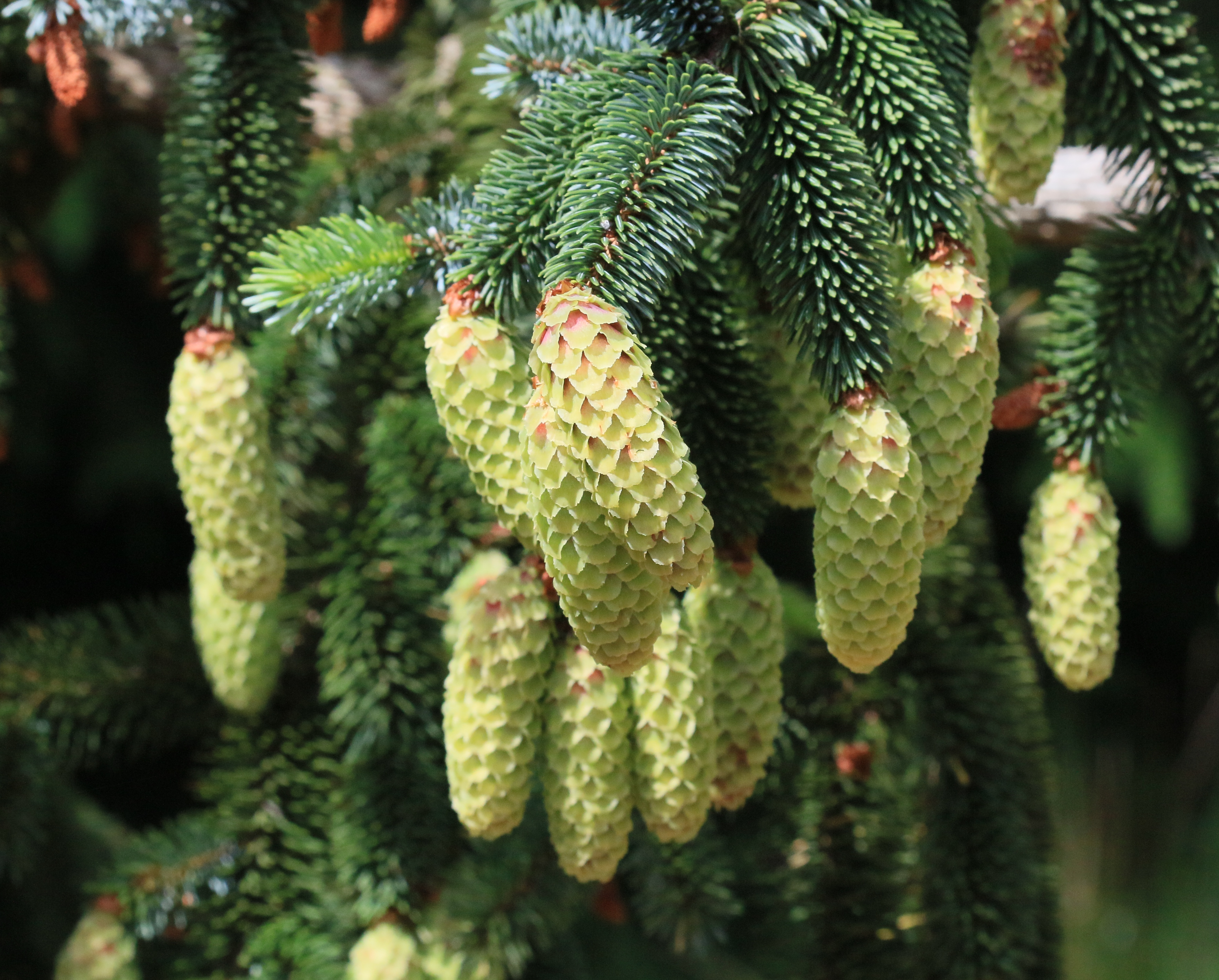
Coni immaturi

## Distribuzione e habitat

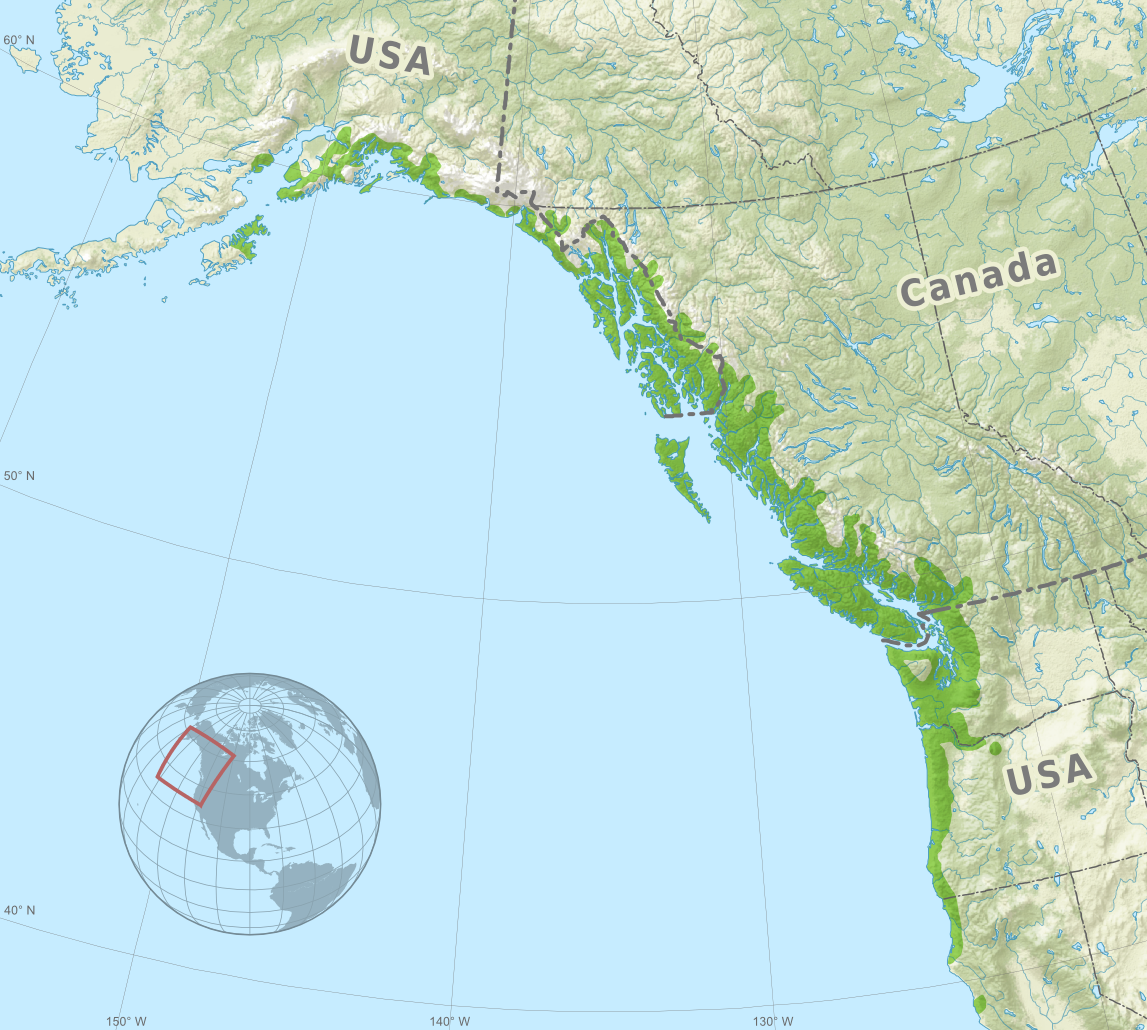
Distribuzione del Picea sitchensis

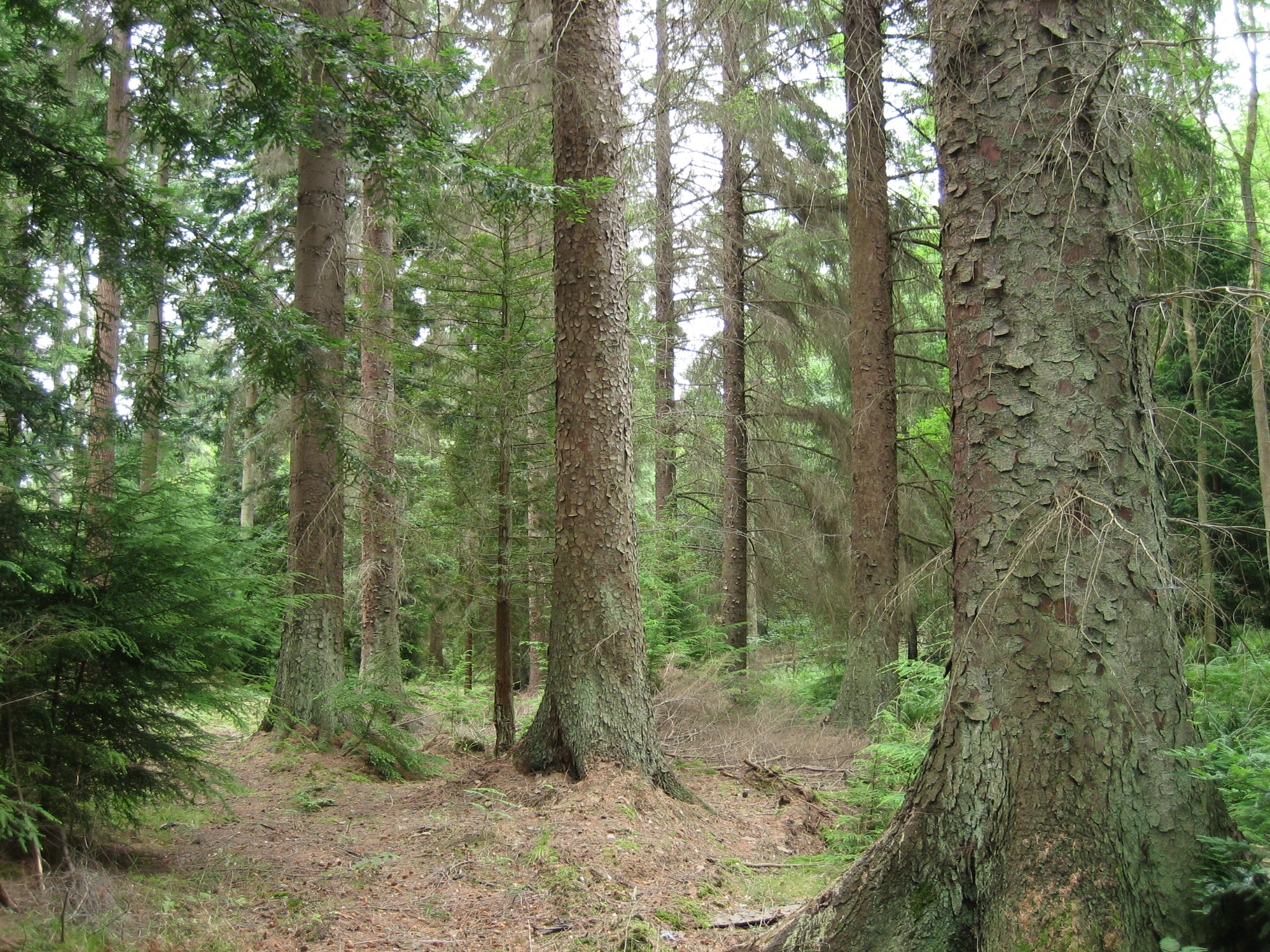
Foresta di pecci di Sitka di 50-53 m nel Northumberland

Il peccio di Sitka è nativo della costa occidentale dell'America del Nord, in una fascia che va dall'isola Kodiak a nord fino a Fort Bragg nella California settentrionale. L'ampiezza dell'areale è di alcuni km dalla costa del Pacifico nelle zone più a sud per arrivare anche ad 80 km in Oregon e nello stato di Washington.
Vegeta a quote comprese tra 0 e 1200 m, sempre in prossimità dell'Oceano Pacifico, su suoli di natura eterogenea ma caratterizzati da uno spesso strato di humus. Il clima dell'habitat è molto umido (precipitazioni annuali comprese tra 1300 e 3750 mm), con inverni non eccessivamente cruenti. Si rinviene generalmente in foreste miste a prevalenza di conifere quali Tsuga heterophylla, Pseudotsuga menziesii, Thuja plicata, Chamaecyparis lawsoniana, Xanthocyparis nootkatensis, Abies amabilis, A. lasiocarpa e Tsuga mertensiana. Tra le caducifoglie si annoverano Alnus rubra (lungo i corsi d'acqua) e Acer macrophyllum (negli avallamenti).

## Tassonomia
Ibridizza naturalmente con P. glauca dando vita a un taxon accettato (Picea × lutzii) dove gli areali delle due specie si sovrappongono; gli studi su queste aree di introgressione dimostrano che vi fu una prima colonizzazione da parte di P. sitchensis durante la deglaciazione pleistocenica, con successiva introgressione di P. glauca proveniente per dispersione dalle aree-rifugio di Alaska e Canada orientale. Un'altra ibridizzazione naturale avviene con P. engelmannii nell'area del bacino del fiume Chilliwak in Columbia Britannica; questo ibrido potrebbe in futuro riscontrarsi in altre zone dove i due areali sono contigui ma non è ancora stato osservato finora a parte la zona sopracitata.

### Sinonimi
Sono riportati nove sinonimi:
- Sequoia rafinesquei Carrière
- Abies falcata Raf.
- Abies menziesii (Douglas ex D.Don) Lindl.
- Abies merkiana Fisch. ex Parl.
- Abies sitchensis (Bong.) Lindl. & Gordon
- Abies trigona Raf.
- Picea grandis Gordon & Glend.
- Picea menziesii (Douglas ex D.Don) Carrière
- Pinus sitchensis Bong.

## Usi
Il peccio di Sitka è di grande importanza per la produzione di legname e per l'industria cartaria. Il suo legno è largamente usato per la fabbricazione di strumenti musicali (pianoforti, violini, arpe, chitarre), in quanto ha un'ottima resistenza, abbinata a leggerezza, inoltre l'assenza di nodi lo rende un ottimo conduttore del suono. È particolarmente adatto per l'alberatura delle navi a vela e per parti in legno di aerei da turismo. Le punte di rami appena spuntati sono usate per la produzione di birre aromatizzate e possono essere bollite per produrre sciroppi.
Già nella prima metà del 1800 il peccio di Sitka fu trapiantato con successo in Europa e in Nuova Zelanda. È ormai naturalizzato in Gran Bretagna e Irlanda, dove fu introdotto nel 1831. In Norvegia fu introdotto nei primi anni del 1900 e si stima che attualmente vi siano circa 50.000 ettari di foresta impiantati con questa specie. In seguito è stato introdotto in alcune zone dell'Islanda, Polonia, Germania, Austria e Francia, soprattutto per la sua crescita veloce in terreni poveri (in condizioni ideali può crescere di 1,5 metri all'anno) e per la sua resistenza in aree esposte, nelle quali pochi altri alberi potrebbero sopravvivere.

## Conservazione
Il peccio di Sitka occupa numeroso vasti tratti delle foreste costiere sia nel continente che nelle isole, ed è una specie pioniera in grado di ricolonizzare facilmente zone già disboscate; per questo motivo viene classificata come specie a rischio minimo nella Lista rossa IUCN.